# Monika Krupa
Monika Krupa (z domu Aksiuczyc, ur. 3 grudnia 1977 we Wrocławiu) – polska szachistka, arcymistrzyni od 2008 roku.

## Kariera szachowa
W latach 1991 i 1994 zdobyła tytuły mistrzyni Polski juniorek. Czterokrotnie (w latach 1991, 1994, 1996 i 1997) wystąpiła na mistrzostwach świata juniorek, najlepszy rezultat notując w 1997 r. w Medellín, gdzie zajęła VIII miejsce w grupie do lat 20. W tym także roku zagrała w reprezentacji Polski na drużynowych mistrzostwach Europy w Puli oraz zajęła XI miejsce w mistrzostwach Europy juniorek do lat 20, rozegranych w Tallinnie.
W finale mistrzostw Polski seniorek zadebiutowała w 1995 r. w Warszawie, zajmując V miejsce. Rok później osiągnęła duży sukces, zdobywając w Brzegu Dolnym tytuł wicemistrzyni Polski. Kolejny udany występ w finale mistrzostw kraju zanotowała w 2000 r. (również w Brzegu Dolnym), zajmując w końcowej klasyfikacji IV miejsce. W kolejnych latach wielokrotnie startowała w finałowych turniejach.
Zwyciężyła w otwartych turniejach rozegranych w Ołomuńcu (1998), Lubniewicach (2002, półfinał mistrzostw Polski) oraz we Wrocławiu (2005, Akademickie Mistrzostwa Polski). Duży sukces odniosła w 2006 r., wygrywając w Ołomuńcu turniej  Proclient Cup i wypełniając normę na tytuł mistrza międzynarodowego oraz drugą na tytuł arcymistrzyni (pierwszą wypełniła podczas mistrzostw Wrocławia w 2004 r.). W 2008 r. zajęła III m. w Mariańskich Łaźniach, zdobywając trzecią normę na ten tytuł.
Najwyższy ranking w dotychczasowej karierze osiągnęła 1 października 2006 r., z wynikiem 2309 punktów zajmowała wówczas 10. miejsce wśród polskich szachistek.
Jest wychowanką sekcji szachowej przy Młodzieżowym Domu Kultury Wrocław "Śródmieście", aktualnie reprezentuje barwy wrocławskiego klubu "Polonia". Poza szachami, pasjonuje się scrabble i sudoku.
Jest współautorką wydanej w 2013 r. książki pt. "Szachy. Królestwo geniuszu i fantazji" (ISBN 978-83-934672-1-1), do której przedmowę napisał arcymistrz Wasyl Iwanczuk.